# Tar Heel
Tar Heel – miasto w Stanach Zjednoczonych, w stanie Karolina Północna, w hrabstwie Bladen.